# Semidiàmetre del Sol
El semidiàmetre del Sol és l'angle sota el que es veu el radi del Sol des del centre de la Terra. A la distància mitjana (1 Unitat astronòmica) val 16' 1". Sent l'excentricitat de l'òrbita de la Terra e=0,01673 la distància terra-sol varia des d'un màxim 1+e=1,01673 ua en l'apogeu solar, fins a un mínim 1-e=0,98327 ua en el perigeu solar. Per tant, el semidiàmetre solar (radi solar) varia entre un mínim de 15' 45" en l'apogeu i un màxim de 16' 17" en el perigeu.

## Història del canvi de valor del semidiàmetre a 1 ua
Aquest valor ha sofert una evolució al llarg dels anys, d'aquesta forma del semidiàmetre solar a la unitat de distància, és a dir, la meitat del diàmetre solar quan es troba a 1 Unitat Astronòmica de la Terra. Aquest valor ha estat utilitzat tant en la predicció i reducció d'eclipsis com en la d'efemèrides físiques del sol.
- De 1767 el 1807 es va adoptar el valor de 962,8 ", definit per Mayer a " Tabulae motuum solis et lunae novae et correctae; Quibus accedit Methodus longitudinum promote". Aquest valor es va usar en les primeres prediccions aparegudes en el Nautical Almanac en aquest període. També en les taules dels Eclipsis de sol i de Lluna per 1792 del primer Almanac Nàutic i Efemèrides Astronòmiques es va usar aquest valor.

- De 1808 el 1833 es va adoptar el valor de 961,37 "

- De 1834 el 1852 el valor es va canviar pel de 960,9 ", pres de" Tabulae Regiomontanae ", publicat per Bessel el 1830.

- De 1853 el 1895 s'utilitza el valor de 961,82 ". Aquest valor prové de les observacions dutes a terme a l'Observatori de Greenwich durant 1853, i publicades per Airy en" Obaservations made at the Royal Observatory, Greenwich, in the year 1853 "(1855)

- De 1896 el 1959 s'adopta el valor de 959,63 ", proporcionat per un recull Deobservacions fetes en Greenwich entre 1851 i 1853. En aquest mateix període, comença a utilitzar-se el valor de 961, 18 "per efemèrides físiques del sol, i quedant l'anterior per a la predicció Deeclipsis únicament.